# 24 Heures du Nürburgring
 (mai 2022).
Si vous disposez d'ouvrages ou d'articles de référence ou si vous connaissez des sites web de qualité traitant du thème abordé ici, merci de compléter l'article en donnant les références utiles à sa vérifiabilité et en les liant à la section « Notes et références ».

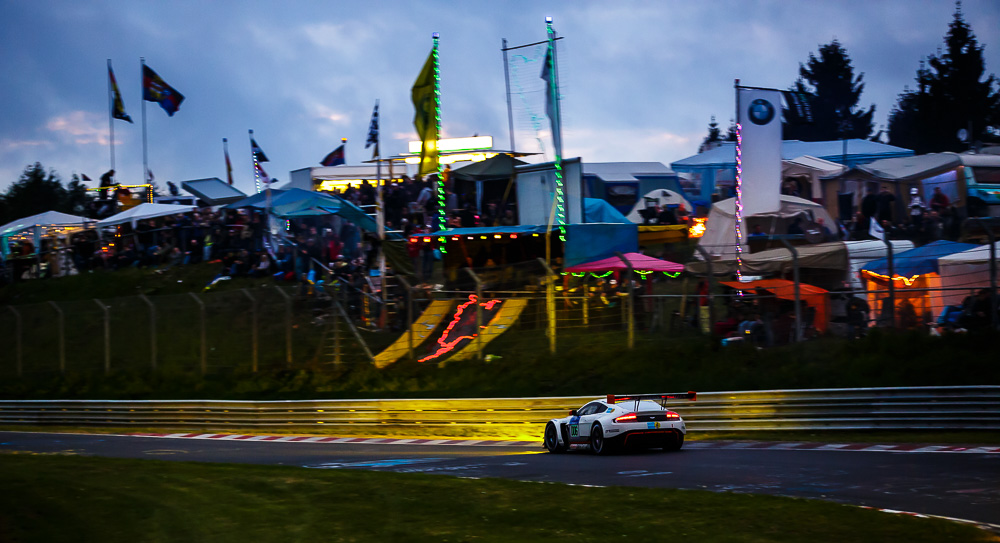

Les 24 Heures du Nürburgring sont une course automobile d'endurance d'une durée de 24 heures. Cette compétition existe depuis 1970 et était la dernière épreuve d'importance à se disputer sur le tracé de la Nordschleife jusqu'à ce qu'elle soit rejointe par l'épreuve du Championnat du monde des voitures de tourisme en 2015. La course est ouverte aux voitures de Grand Tourisme mais également à des voitures que l'on peut croiser tous les jours. En effet, les 24 Heures du Nürburgring rassemblent chaque année plus de 250 équipages et une vingtaine de catégories de voitures s'affrontent.
La course ne se déroule pas uniquement sur la Nordschleife (« boucle nord ») mais sur l'ensemble Nordschleife et circuit de F1 en version courte. Le championnat VLN reprend le même circuit, les mêmes règles et les mêmes compétiteurs que les 24 Heures du Nürburgring mais n'intègre pas cette course.
Avec cinq victoires au palmarès, Marcel Tiemann, Pedro Lamy et Timo Bernhard possèdent le record de victoires de l'épreuve. Au niveau constructeurs, BMW est le spécialiste de l'épreuve avec vingt succès, tandis que Porsche culmine à douze victoires et que cinq autres constructeurs se partagent les quinze éditions qui n'ont été remportées ni par BMW ni par Porsche.

## Vainqueurs
| Année       | Pilotes                                                                     | Voiture                                 | Équipe                                  |
| ----------- | --------------------------------------------------------------------------- | --------------------------------------- | --------------------------------------- |
| 1970        | Hans-Joachim Stuck Clemens Schickentanz                                     | BMW 2002 TI                             | Koepchen BMW Tuning                     |
| 1971        | Prince Ferfried de Hohenzollern Gerold Pankl                                | BMW 2002                                | Alpina                                  |
| 1972        | Helmut Kelleners Gerold Pankl                                               | BMW 2800 CS                             | Alpina                                  |
| 1973        | Hans-Peter Joisten Niki Lauda                                               | BMW 3.0 CSL                             | Alpina                                  |
| 1974 - 1975 | Pas d'épreuve (crise pétrolière)                                            | Pas d'épreuve (crise pétrolière)        | Pas d'épreuve (crise pétrolière)        |
| 1976        | Fritz Müller Herbert Hechler Karl-Heinz Quirin                              | Porsche 911 Carrera                     |                                         |
| 1977        | Fritz Müller Herbert Hechler                                                | Porsche 911 Carrera                     |                                         |
| 1978        | Fritz Müller Herbert Hechler Franz Geschwendtner                            | Porsche 911 Carrera                     | Valvoline Deutschland                   |
| 1979        | Herbert Kummle Karl Mauer Winfried Vogt                                     | Ford Escort                             | Cavallo Matras                          |
| 1980        | Dieter Selzer Wolfgang Wolf Matthias Schneider                              | Ford Escort RS 2000                     | Berkenkamp Racing                       |
| 1981        | Helmut Döring Dieter Gartmann Fritz Müller                                  | Ford Capri                              | Gilden-Kölsch                           |
| 1982        | Dieter Gartmann Klaus Ludwig Klaus Niedzwiedz                               | Ford Capri                              | Eichberg Racing                         |
| 1983        | Pas d'épreuve (travaux de construction)                                     | Pas d'épreuve (travaux de construction) | Pas d'épreuve (travaux de construction) |
| 1984        | Axel Felder Franz-Josef Bröhling Peter Oberndorfer                          | BMW 635 CSi                             | Auto Budde Team                         |
| 1985        | Axel Felder Jürgen Hammelmann Robert Walterscheid-Müller                    | BMW 635 CSi                             | Auto Budde Team                         |
| 1986        | Markus Oestreich Otto Rensing Winfried Vogt                                 | BMW 325i                                | Linder Rennsport                        |
| 1987        | Klaus Ludwig Klaus Niedzwiedz Steve Soper                                   | Ford Sierra Cosworth                    | Eggenberger                             |
| 1988        | Edgar Dören Gerhard Holup Peter Faubel                                      | Porsche 911 Carrera                     |                                         |
| 1989        | Emanuele Pirro Roberto Ravaglia Fabien Giroix                               | BMW M3                                  | Team Bigazzi                            |
| 1990        | Joachim Winkelhock Frank Schmickler Altfrid Heger                           | BMW M3 Evo. 2                           | Linder Motorsport52                     |
| 1991        | Joachim Winkelhock Armin Hahne Kris Nissen                                  | BMW M3 Evo. 2                           | Schnitzer Motorsport                    |
| 1992        | Christian Danner Jean-Michel Martin Marc Duez Johnny Cecotto                | BMW M3 Evo. 2                           | Team Bigazzi                            |
| 1993        | Frank Katthöfer Tonico de Azevedo Franz Konrad Örnulf Wirdheim              | Porsche 911 Carrera                     | Konrad Motorsport                       |
| 1994        | Frank Katthöfer Karl-Heinz Wlazik Fred Rosterg                              | BMW M3                                  |                                         |
| 1995        | Alexander Burgstaller Roberto Ravaglia Marc Duez                            | BMW 320i                                | Team Bigazzi                            |
| 1996        | Johannes Scheid Sabine Reck Hans Widmann                                    | BMW M3 E36                              | Scheid Motorsport                       |
| 1997        | Johannes Scheid Sabine Reck Hans-Jürgen Tiemann Peter Zakowski              | BMW M3 E36                              | Scheid Motorsport                       |
| 1998        | Andreas Bovensiepen Christian Menzel Hans-Joachim Stuck Marc Duez           | BMW 320d                                | Schnitzer Motorsport                    |
| 1999        | Peter Zakowski Hans-Jürgen Tiemann Klaus Ludwig Marc Duez                   | Chrysler Viper GTS-R                    | Zakspeed                                |
| 2000        | Bernd Mayländer Michael Bartels Uwe Alzen Altfrid Heger                     | Porsche 911 GT3 R (996)                 | Porsche Zentrum Koblenz Team Phoenix    |
| 2001        | Peter Zakowski Michael Bartels Pedro Lamy                                   | Chrysler Viper GTS-R                    | Zakspeed                                |
| 2002        | Peter Zakowski Robert Lechner Pedro Lamy                                    | Chrysler Viper GTS-R                    | Zakspeed                                |
| 2003        | Manuel Reuter Timo Scheider Marcel Tiemann                                  | Opel Astra V8 Coupé                     | OPC Team Phoenix                        |
| 2004        | Pedro Lamy Dirk Müller Jörg Müller Hans-Joachim Stuck                       | BMW M3 GTR                              | BMW Motorsport (Schnitzer Motorsport)   |
| 2005        | Pedro Lamy Boris Said Duncan Huisman Andy Priaulx                           | BMW M3 GTR                              | BMW Motorsport (Schnitzer Motorsport)   |
| 2006        | Lucas Luhr Timo Bernhard Marcel Tiemann Mike Rockenfeller                   | Porsche 911 GT3-MR                      | Manthey Racing                          |
| 2007        | Marc Lieb Timo Bernhard Marcel Tiemann Romain Dumas                         | Porsche 911 GT3 RSR (997)               | Manthey Racing                          |
| 2008        | Marc Lieb Timo Bernhard Marcel Tiemann Romain Dumas                         | Porsche 911 GT3 RSR (997)               | Manthey Racing                          |
| 2009        | Marc Lieb Timo Bernhard Marcel Tiemann Romain Dumas,                        | Porsche 911 GT3 RSR (997)               | Manthey Racing                          |
| 2010        | Jörg Müller Uwe Alzen Pedro Lamy Augusto Farfus                             | BMW M3 GT2 (E92)                        | BMW Motorsport (Schnitzer Motorsport)   |
| 2011        | Marc Lieb Timo Bernhard Romain Dumas Lucas Luhr                             | Porsche 911 GT3 RSR (997)               | Manthey Racing                          |
| 2012        | Marc Basseng Christopher Haase Frank Stippler Markus Winkelhock             | Audi R8 LMS Ultra                       | Team Phoenix                            |
| 2013        | Bernd Schneider Jeroen Bleekemolen Nicki Thiim Sean Edwards                 | Mercedes-Benz SLS AMG GT3               | Black Falcon                            |
| 2014*       | Christian Mamerow Christopher Haase René Rast Markus Winkelhock             | Audi R8 LMS Ultra                       | Team Phoenix                            |
| 2015        | Christopher Mies Laurens Vanthoor Nico Müller Edward Sandström              | Audi R8 LMS GT3                         | Audi Sport Team WRT                     |
| 2016        | Bernd Schneider Maro Engel Manuel Metzger Adam Christodoulou                | Mercedes-AMG GT3                        | Black Falcon                            |
| 2017        | Christopher Mies Markus Winkelhock Connor De Phillippi Kelvin Van Der Linde | Audi R8 LMS GT3                         | Land Motorsport                         |
| 2018        | Nick Tandy Frédéric Makowiecki Patrick Pilet Richard Lietz                  | Porsche 911 GT3 R                       | Manthey Racing                          |
| 2019        | Frédéric Vervisch Dries Vanthoor Pierre Kaffer Frank Stippler               | Audi R8 LMS GT3                         | Team Phoenix                            |
| 2020        | Nick Catsburg Alexander Sims Nick Yelloly                                   | BMW M6 GT3                              | Rowe Racing                             |
| 2021        | Matteo Cairoli Michael Christensen Kévin Estre                              | Porsche 911 GT3 R                       | Manthey Racing                          |
| 2022        | Kelvin van der Linde Dries Vanthoor Frédéric Vervisch Robin Frijns          | Audi R8 LMS Evo II                      | Team Phoenix                            |
| 2023*       | Earl Bamber Nicky Catsburg David Pittard Felipe Fernandez Laser             | Ferrari 296 GT3                         | Frikadelli Racing Team (de)             |
| 2024        | Ricardo Feller Dennis Marschall Christopher Mies Frank Stippler             | Audi R8 LMS Evo II                      | Scherer Sport PHX                       |
| 2025        | Augusto Farfus Jesse Krohn Kelvin van der Linde Raffaele Marciello          | BMW M4 GT3                              | Rowe Racing                             |

* Avec 162 tours, l'édition 2023 des 24 heures du Nürburgring est celle où le plus de tours ont été parcourus par les vainqueurs, battant le précédent record de 159 tours établi en 2014.

## Statistiques

### Victoires par pilotes
|    | Pilote               | Nombre de victoires | Éditions remportées          |
| -- | -------------------- | ------------------- | ---------------------------- |
| 1  | Marcel Tiemann       | 5                   | 2003, 2006, 2007, 2008, 2009 |
| 1  | Pedro Lamy           | 5                   | 2001, 2002, 2004, 2005, 2010 |
| 1  | Timo Bernhard        | 5                   | 2006, 2007, 2008, 2009, 2011 |
| 4  | Fritz Müller         | 4                   | 1976, 1977, 1978, 1981       |
| 4  | Marc Duez            | 4                   | 1992, 1995, 1998, 1999       |
| 4  | Peter Zakowski       | 4                   | 1997, 1999, 2001, 2002       |
| 4  | Romain Dumas         | 4                   | 2007, 2008, 2009, 2011       |
| 4  | Marc Lieb            | 4                   | 2007, 2008, 2009, 2011       |
| 9  | Herbert Hechler      | 3                   | 1976, 1977, 1978             |
| 9  | Klaus Ludwig         | 3                   | 1982, 1987, 1999             |
| 9  | Hans-Joachim Stuck   | 3                   | 1970, 1998, 2004             |
| 9  | Markus Winkelhock    | 3                   | 2012, 2014, 2017             |
| 9  | Christopher Mies     | 3                   | 2015, 2017, 2024             |
| 9  | Frank Stippler       | 3                   | 2012, 2019, 2024             |
| 9  | Kelvin van der Linde | 3                   | 2017, 2022, 2025             |
| 16 | Gerold Pankl         | 2                   | 1971, 1972                   |
| 16 | Dieter Gartmann      | 2                   | 1981, 1982                   |
| 16 | Axel Felder          | 2                   | 1984, 1985                   |
| 16 | Winfried Vogt        | 2                   | 1979, 1986                   |
| 16 | Klaus Niedzwiedz     | 2                   | 1982, 1987                   |
| 16 | Joachim Winkelhock   | 2                   | 1990, 1991                   |
| 16 | Frank Katthöfer      | 2                   | 1993, 1994                   |
| 16 | Roberto Ravaglia     | 2                   | 1989, 1995                   |
| 16 | Sabine Reck          | 2                   | 1996, 1997                   |
| 16 | Johannes Scheid      | 2                   | 1996, 1997                   |
| 16 | Hans-Jürgen Tiemann  | 2                   | 1997, 1999                   |
| 16 | Altfrid Heger        | 2                   | 1990, 2000                   |
| 16 | Michael Bartels      | 2                   | 2000, 2001                   |
| 16 | Uwe Alzen            | 2                   | 2000, 2010                   |
| 16 | Jörg Müller          | 2                   | 2004, 2010                   |
| 16 | Lucas Luhr           | 2                   | 2006, 2011                   |
| 16 | Christopher Haase    | 2                   | 2012, 2014                   |
| 16 | Bernd Schneider      | 2                   | 2013, 2016                   |
| 16 | Dries Vanthoor       | 2                   | 2019, 2022                   |
| 16 | Frédéric Vervisch    | 2                   | 2019, 2022                   |
| 16 | Nick Catsburg        | 2                   | 2020, 2023                   |
| 16 | Augusto Farfus       | 2                   | 2010, 2025                   |

### Victoires par constructeurs
|   | Constructeur | Nombre de victoires | Éditions remportées |
| - | ------------ | ------------------- | --- |
| 1 | BMW          | 21                  | 1970, 1971, 1972, 1973, 1984, 1985, 1986, 1989, 1990, 1991, 1992, 1994, 1995, 1996, 1997, 1998, 2004, 2005, 2010, 2020, 2025 |
| 2 | Porsche      | 13                  | 1976, 1977, 1978, 1988, 1993, 2000, 2006, 2007, 2008, 2009, 2011, 2018, 2021                                                 |
| 3 | Audi         | 7                   | 2012, 2014, 2015, 2017, 2019, 2022, 2024                                                                                     |
| 4 | Ford         | 5                   | 1979, 1980, 1981, 1982, 1987                                                                                                 |
| 5 | Chrysler     | 3                   | 1999, 2001, 2002 |
| 6 | Mercedes     | 2                   | 2013, 2016 |
| 7 | Opel         | 1                   | 2003 |
| 7 | Ferrari      | 1                   | 2023 |